# Lista de prefeitos de Espigão d'Oeste
Esta é a lista de prefeitos e vice-prefeitos do município de Espigão d'Oeste, estado brasileiro de Rondônia.
A sede da prefeitura chama-se Palácio Municipal Laurita Fernandes Lopes.
Lúcia Tereza foi a primeira prefeita eleita e reeleita pelo voto popular no município. Também foi a primeira mulher eleita prefeita de uma cidade da Amazônia.
| Nº | Nome                                      | Partido | Vice-prefeito                          | Início do mandato      | Fim do mandato         | Observações                                                                               |
| —  | José Salla                                | ARENA   | Antônio de Sousa Almeida (ARENA)       | 1° de janeiro de 1974  | 2 de março de 1977     | Criado um Conselho Comunitário, presidente e responsável pela administração.              |
| —  | Dilson Rodrigues Bello                    | ARENA   | Eugênio Farias Júnior (ARENA)          | 3 de março de 1977     | 20 de novembro de 1980 | Administrador nomeado com Espigão d'Oeste sendo subdistrito do município de Pimenta Bueno |
| —  | Félix José da Silva                       | ARENA   | Valteni Nunes de Almeida (ARENA)       | 21 de novembro de 1980 | 12 de novembro de 1981 | Administrador nomeado                                                                     |
| —  | Levino Dias Parrnegiani                   | ARENA   | Jorge Henrique Ferreira (ARENA)        | 13 de novembro de 1981 | 31 de dezembro de 1982 | Prefeito nomeado                                                                          |
| 1  | Lúcia Teresa Rodrigues dos Santos         | PDS     | Erci Caetano de Souza (PDS)            | 1º de janeiro de 1983  | 31 de dezembro de 1988 | Prefeita e vice eleitos pelo voto popular                                                 |
| 2  | Nilton Caetano de Souza                   | PL      | Juventino Pereira dos Santos (PSDB)    | 1º de janeiro de 1989  | 31 de dezembro de 1992 | Prefeito e vice eleitos                                                                   |
| 3  | Reginaldo Pereira do Nascimento           | PMDB    | Valdemar Inácio da Silva (PFL)         | 1º de janeiro de 1993  | 31 de dezembro de 1996 | Prefeito e vice eleitos                                                                   |
| 4  | Arlindo Dettmann                          | PSDB    | José Sampaio Leite (PPB)               | 1º de janeiro de 1997  | 31 de dezembro de 2000 | Prefeito e vice eleitos                                                                   |
| 5  | Lúcia Teresa Rodrigues dos Santos         | PTB     | José Aluízio Lara (PPB)                | 1º de janeiro de 2001  | 31 de dezembro de 2004 | Prefeita e vice eleitos                                                                   |
| 5  | Lúcia Teresa Rodrigues dos Santos         | PTB     | José Sampaio Leite, Espeto (PP)        | 1º de janeiro de 2005  | 31 de dezembro de 2008 | Prefeita reeleita e vice eleito                                                           |
| 6  | Célio Renato da Silveira                  | PMDB    | João Bueno da Fonseca (PT)             | 1º de janeiro de 2009  | 31 de dezembro de 2012 | Prefeito e vice eleitos                                                                   |
| 6  | Célio Renato da Silveira                  | PMDB    | João Bueno da Fonseca (PT)             | 1º de janeiro de 2013  | 31 de dezembro de 2016 | Prefeito e vice reeleitos                                                                 |
| 7  | Nilton Caetano de Souza                   | PP      | Walter Gonçalves Lara, Waltinho (PSDB) | 1º de janeiro de 2017  | 31 de dezembro de 2020 | Prefeito e vice eleitos                                                                   |
| 8  | Weliton Pereira Campos, Professor Weliton | PODE    | Darci José Kischener (PROS)            | 1º de janeiro de 2021  | 31 de dezembro de 2024 | Prefeito e vice eleitos                                                                   |
| 8  | Weliton Pereira Campos, Professor Weliton | PL      | Darci José Kischener (PP)              | 1º de janeiro de 2025  | Atualidade             | Prefeito e vice reeleitos                                                                 |